# كوربان
كوربان (Kurban) هي فرقة روك تركية تكونت في عام 1995. أعضاء الفرقة هم: كرم طوزون، براق غوربنار، دنيز يلماظ وأزغور كانكاينار.
اعتلت الفرقة المسرح قبل ميتاليكا (Metallica) في حفلتهم بتركيا عام 1999 باستاد علي سامي ين بإسطنبول، وقبل ميغاديث (Megadeth) في مهرجان روك إسطنبول 2005 (ROCKISTANBUL 2005).
انفصلت الفرقة في عام 2005، ولكن في نهاية ديسمبر من العام 2006 قرروا إعادة توحيد الفرقة، وهم الآن يعملون على ألبومهم الجديد.

## ألبومات الفرقة
كوربان Kurban (كوربان) (1999)
سِرت Sert (صَلب) (2004)
إنسانلار İnsanlar (البشر) (2005)

## روابط خارجية
- كوربان على موقع ميوزك برينز (الإنجليزية)
- كوربان على موقع ديسكوغز (الإنجليزية)